# Cryptocanthon chiriquinus
Cryptocanthon chiriquinus är en skalbaggsart som beskrevs av Henry Fuller Howden och Gill 1987. Cryptocanthon chiriquinus ingår i släktet Cryptocanthon och familjen bladhorningar. Inga underarter finns listade i Catalogue of Life.